# Reinhard Marx
Reinhard Marx (* 21. září 1953, Geseke) je německý katolický duchovní, současný arcibiskup mnichovsko-freisinský, kardinál a bývalý předseda německé biskupské konference do 3. března 2020.

## Život
Narodil se v Geseke v Severním Porýní-Vestfálsku, 2. června 1979 byl arcibiskupem Johanem Joachimem Degenhardtem vysvěcen na kněze, v roce 1989 získal doktorát teologie. 23. července 1996 jej papež Jan Pavel II. jmenoval pomocným biskupem v Paderbornu a titulárním biskupem v Petině. 21. září téhož roku, v den svých čtyřicátých třetích narozenin, podstoupil biskupské svěcení z rukou arcibiskupa Degenhardta. 20. prosince 2001 nahradil Hermanna Josefa Spitala ve funkci biskupa v Trieru, nejstarší německé diecézi. 17. července 2003 suspendoval z kněžského úřadu Gottholda Hasenhüttla za to, že během Ekumenického církevního sjezdu pozval ke svatému přijímání i evangelíky.
30. listopadu 2007 jej papež Benedikt XVI. jmenoval do funkce arcibiskupa mnichovsko-freisingské arcidiecéze. Okolnosti tohoto papežova rozhodnutí provázely četné dohady veřejnosti i médií, ty však odbyl Marx výrokem: „Arcibiskupa jmenuje papež, nikoliv novináři.“ Obřad uvedení do funkce proběhl 2. února 2008 v mnichovském chrámu Frauenkirche. Kromě výkonu funkce arcibiskupa v Mnichově a Freisingu v současné době arcibiskup Marx předsedá Výboru pro sociální otázky Německé biskupské konference. Při konzistoři 20. listopadu 2010 byl jmenován kardinálem.
22. března 2012 byl zvolen do čela Komise biskupských konferencí Evropské unie (COMECE). Až do roku 2015 tak bude v čele organizace zastřešující jednotlivé národní biskupské konference států patřících do EU.
Dne 13. dubna 2013 bylo ve Vatikánu oznámeno, že papež František ustanovil nový poradní sbor osmi kardinálů, který mu má pomoci při vypracování reformy vatikánské kurie. Jedním z členů této pracovní skupiny se stal i kardinál Marx.
Dne 21. května 2020 nabídl papeži Františkovi svou rezignaci. Jako důvod uvedl zejména sdílenou odpovědnost za nedostatky při rozkrývání případů sexuálního zneužívání v německé církvi. Ve svém dopise papeži uvedl, že jeho odstoupení může být pro německou církev novým začátkem.

## Dílo
V říjnu 2008 vydal Reinhard Marx publikaci „Kapitál“ (Das Kapital), nesoucí provokativně název stejnojmenného spisu jmenovce Karla Marxe, zásadního kritika kapitalistického společensko-ekonomického systému. Obdobně jako Karel Marx, i Reinhard Marx se ve svém Kapitálu staví kriticky k neregulované kapitalistické ekonomice, v jejímž fungování vidí zákonitou příčinu finanční a hospodářské krize v letech 2008–2010. Krizi podle něj zavinilo nezodpovědné chování ekonomických subjektů, zejména pak divoké spekulace na globalizovaných finančních trzích. Východisko dle něj spočívá v zrodu moderního sociálně-tržního hospodářství stojícího na zásadách křesťanské morálky, odpovědnosti a sociálního cítění. Pod názvem Kapitál. Plaidoyer pro člověka vydala Academia, 2013, přeložil Hanuš Karlach. V roce 2015 vyšla Reinhardu Marxovi v Mnichově kniha „Kirche (über)lebt“. České vydání knihy vyšlo v roce 2020 v Academii v překladu Hanuše Karlacha pod názvem Církev přežívá (ISBN 978-80-200-3079-5).